# Ljubno (Radovljica, Slovenija)
Ljubno je naselje u slovenskoj Općini Radovljici. Ljubno se nalazi u pokrajini Gorenjskoj i statističkoj regiji Gorenjskoj. 

## Stanovništvo
Prema popisu stanovništva iz 2002. godine naselje je imalo 478 stanovnika.